# Sopwith Swallow
Il Sopwith Swallow fu un aereo da caccia monomotore, monoposto e monoplano ad ala alta a parasole, sviluppato dall'azienda aeronautica britannica Sopwith Aviation Company nei tardi anni dieci del XX secolo e rimasto allo stadio di prototipo.
Derivato dal precedente caccia Sopwith Camel, del quale riutilizzava parte della cellula, se ne differenziava essenzialmente per la diversa velatura, passata da biplana a monoplana.

## Utilizzatori
Regno Unito
- Royal Air Force